# Sungai Udang
Sungai Udang – miasto we Malezji w stanie Malakka. W 2000 roku liczyło 22 610 mieszkańców.